# NGC 4710
NGC 4710 es una galaxia espiral (S0-a) en la constelación de Coma Berenices. Tiene una declinación de +15° 09' 53" y una ascensión recta de 12 horas, 49 minutos y 38,7 segundos.
Fue descubierta el 21 de marzo de 1784 por William Herschel.